# Gracsanica vára
Gracsanica vára (horvátul: Utvrda Gračanica) egy vár Horvátországban, a Csernek melletti Baćin Dol keleti határában.

## Fekvése
A falutól két kilométerrel keletebbre, egy kúp alakú hegyen állnak Gracsanica (Gračanica) középkori várának maradványai, amit a helyiek Gradacnak, valamint Török várnak (Turski grad) is neveznek.

## Története
Építését általában a 13. és 14. század fordulójára teszik, amikor a Borsics nemzetség birtoka volt. Az 1476-os esztendőben a Zenistyáni (Zenišćanski) nemzetséghez, később a cserniki Dessewffyekhez tartozott. A török 1536 körül szállta meg. A vár tornyát a török őrtoronyként használta.

## A vár mai állapota
A falutól két kilométerrel keletre, egy 319 méter magas kúp alakú, erdővel borított hegy tetején állnak Gracsanica (Gračanica) középkori várának maradványai, amit a helyiek Gradacnak, Török várnak (Turski grad) is neveznek. A vár kör alaprajzú volt, melynek nyugati falát kaputorony erősítette, mely egyben lakótorony is volt. A kapuja előtt egy felvonóhíd volt, melynek keretezése felhúzott helyzetben a toronyba belesimult. A várat körben sánc övezte, ez még ma is jól látható. Építésére vonatkozó adat nem található, a szakemberek a 13. és 14. század fordulójára teszik. A hozzá fűződő legendák közül a legismertebb egy vár alatti vaskapuról szól, mely mögé gazdag kincset rejtettek. A legenda mögött II. Lajos király 1525-ben kelt okleve állhat, melyben a király megerősíti a cserneki Dessewffy családot a Csernek vidékén fekvő új Lehovác várának birtokában, melyet Vaskapunak is neveznek („castrum novum Lehovacz alias Vaskapu in districtu Csernek”). Gracsanica középkori tornyának belsejében ókori domborművet találtak. Felirata nincs, így nem lehetett megállapítani sem készítésének idejét, sem azt, hogy melyik istenséget ábrázolja. A dombormű két mezőre oszlik, mindkét oldalon frígsapkás lovas ábrázolásával. A dombormű talán a Magna Mater Kübelé, vagy a Mithrász-kultuszhoz tartozik.